# BB 12000
Les BB 12000 sont une série de locomotives électriques à cabine centrale fonctionnant sous courant alternatif monophasé 25 kV-50 Hz selon une technique qui sera reprise par les locomotives de la SNCF.

## Origines de la série

### Genèse du monophasé en France
Après la Seconde Guerre mondiale, la SNCF fait face à une pénurie de charbon, lequel est indispensable à la reconstruction du pays. Or plus de 20 % de la production de charbon français est consommée par les chemins de fer. Le recours massif à la traction diesel n'est pas envisagé à court terme d'autant qu'il faudrait compter sur un carburant importé ; la traction électrique, telle qu'elle était alors utilisée en France (1 500 V continu), offre un meilleur rendement et une utilisation des ressources plus rationnelle mais les dépenses d'installation et de maintenance des lignes électrifiées en 1 500 V ne rendraient l'électrification rentable que sur les lignes très fréquentées.
Le courant alternatif à fréquence industrielle (50 Hz) avait déjà été essayé en Europe et en Amérique dès le début du XXe siècle. Il a comme avantage d'être facile à produire, à distribuer, et génère moins de pertes que le courant continu ; malheureusement, avant les années 1940, la technologie de l'époque rendait extrêmement difficile la réalisation des moteurs de locomotives fonctionnant directement à la fréquence de 50 Hz et les équipements susceptibles de convertir le courant à bord des locomotives étaient très volumineux et peu fiables. Un certain nombre de pays européens, dont l'Allemagne, l'Autriche, la Suisse, la Norvège et la Suède, ont adopté le courant alternatif monophasé à 15 kV à 16 2⁄3 Hz (un tiers de la fréquence standard), ce qui permet l'emploi de moteurs directs. Dès 1943, l'ingénieur Louis Armand est convaincu que les progrès de l'électrotechnique permettent une utilisation viable du courant alternatif monophasé 25 kV-50 Hz.
À partir de 1950, des essais de courant monophasé 20 kV 50 Hz (tension portée à 25 kV 50 Hz en 1953) ont été menés sur une partie de la ligne d'Aix-les-Bains-Le Revard à Annemasse.

### La conception des «fers à repasser»
À la suite de l'expérimentation de la traction par courant à fréquence industrielle (50 Hz) en Haute-Savoie, la SNCF décida d'électrifier de la sorte une zone plus vaste, comportant un trafic intense à longue distance, mais qui ne serait pas une des lignes de prestige de la SNCF, prudence oblige. En 1952, le choix le plus logique se porta sur la transversale nord-est (ligne Valenciennes-Thionville) : une ligne au profil accidenté qui avait un des taux de consommation de charbon au kilomètre les plus élevés du pays (975 t).
Les quatre séries regroupées sous l’appellation de « fers à repasser » constituent la première génération de machines de ce type ; il s'agit des BB 12000, BB 13000, CC 14000 et CC 14100. La SNCF a demandé à différentes sociétés de développer différents systèmes de motorisation pour ces 4 machines, afin d'évaluer laquelle serait la meilleure. Les BB 12000 et 13000 sont des locomotives mixtes capables de remorquer des trains de voyageurs rapides et des trains de marchandises ; les CC 14000 et 14100 sont réservées aux trains de marchandises lourds et lents, appelés trains du régime ordinaire (R.O.).

#### Châssis, bogies et transmission

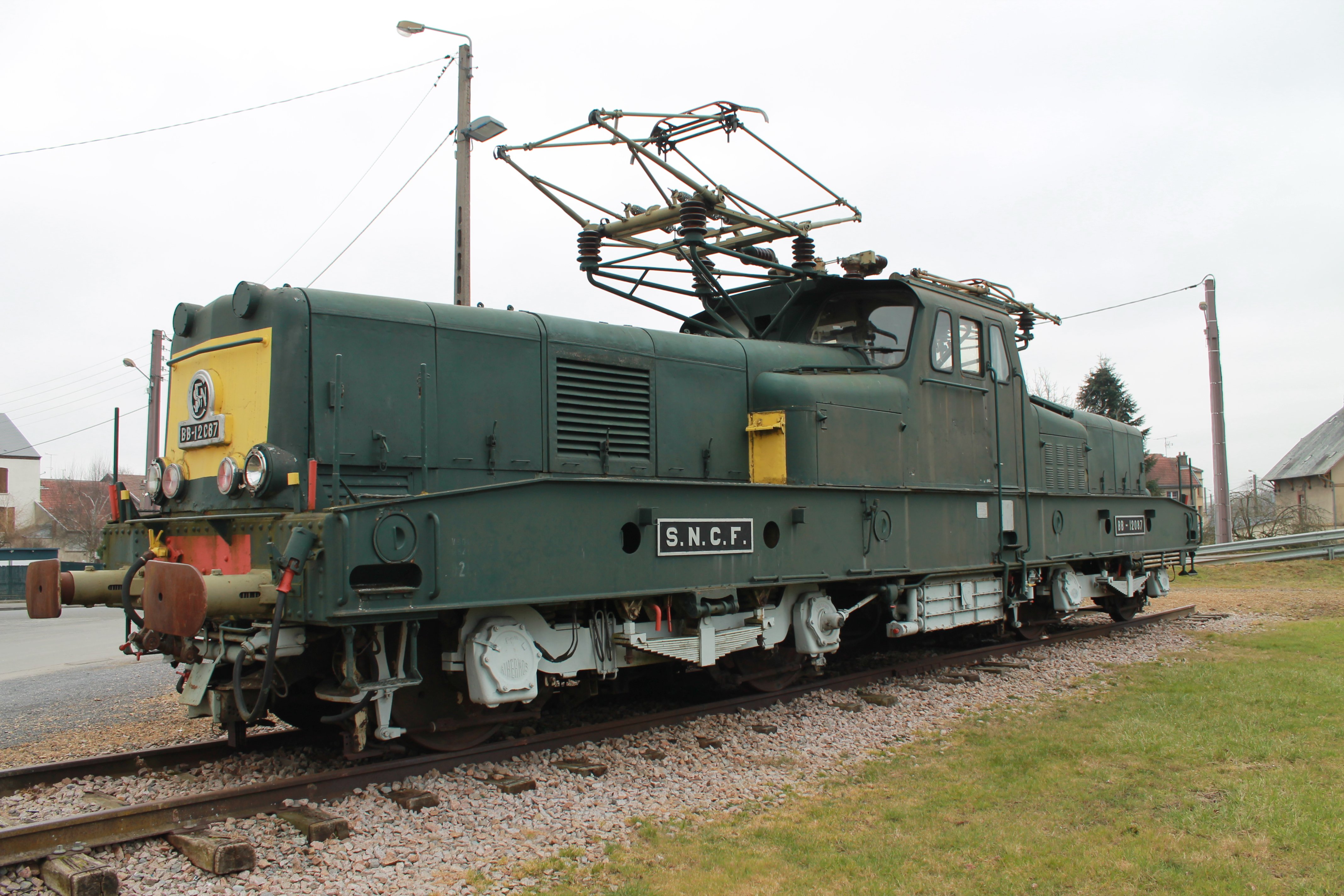
Aspect extérieur d'une BB 12000.

La partie mécanique des BB 12000 et 13000 est quasiment identique ; elle possède des bogies proches de ceux des BB 9003-9004 ; les capots moteurs sont conçus pour être facilement démontables, ce qui facilite l'entretien par rapport aux locomotives électriques conventionnelles ; la suspension entre le châssis et les bogies est une suspension à bielles pendulaires et barres de traction fixées sous les traverses de tête, ce qui garantissait une bonne adhérence et combattait le cabrage au démarrage. La transmission entre les moteurs de traction et les essieux est une transmission « Jacquemin » par arbre creux à joints de cardan.

#### Cabine

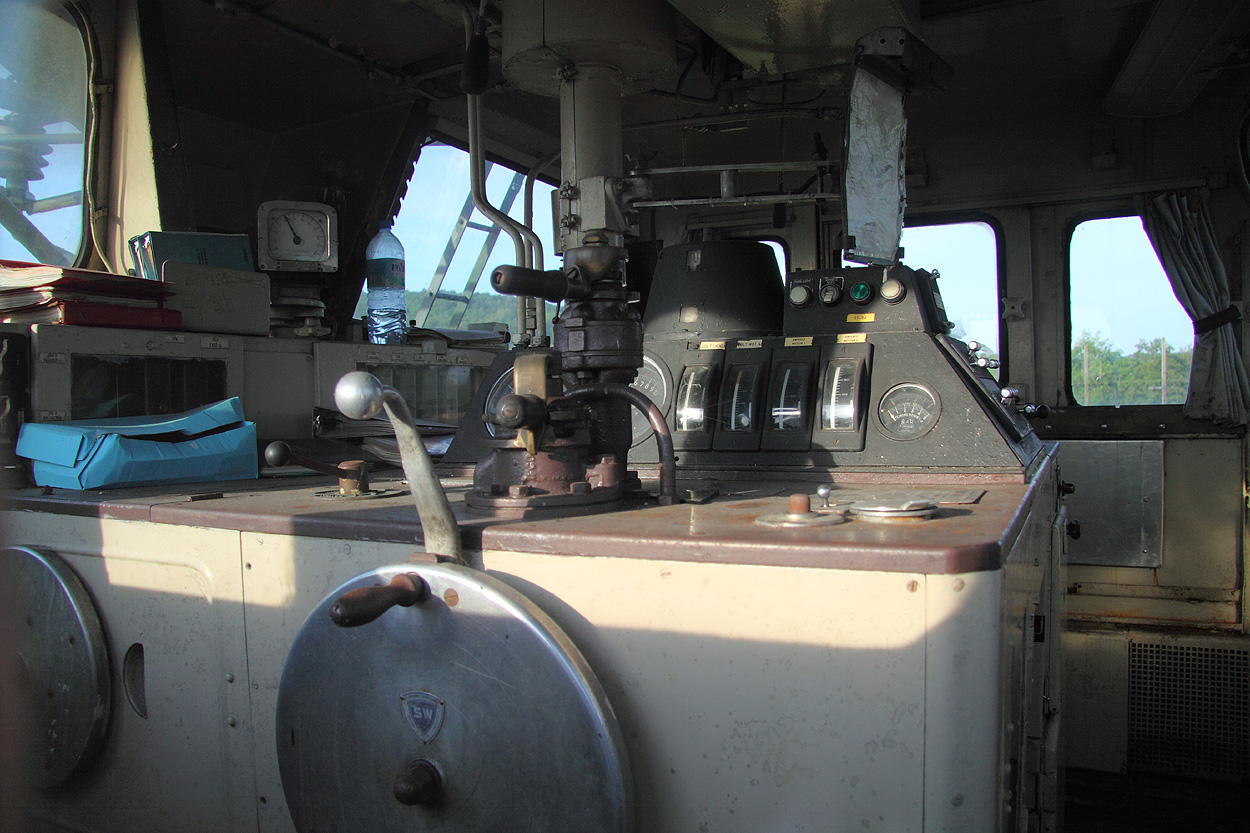
Cabine.

Ces locomotives à monocabine centrale flanquée de deux capots moteurs doivent leur surnom de « fers à repasser » à leur profil caractéristique. Certains cheminots les appelaient « coupe-jambon » à cause de leur manipulateur de traction en forme de disque de coupe jambon.

#### Moteurs et redresseurs
La BB 12000, étudiée par Schneider-Westinghouse, utilise le procédé suivant : le monophasé 25 000 V 50 Hz capté par le pantographe est gradué en tension par un auto-transformateur, avant d'attaquer le transformateur principal qui abaisse la tension jusqu'à 750 V. Le courant est ensuite redressé par un pont à 4 ignitrons, pour enfin alimenter les 4 moteurs de traction à courant continu. Les BB 12134 à BB 12148 ont reçu de construction des redresseurs au silicium. Cette chaîne électrique apportait l'avantage supplémentaire d'un anti-patinage : si un essieu venait à patiner, le couple du moteur série concerné baissait, favorisant un retour à l'adhérence.

### Mise en service
Lors d'essais publics, une BB 12000 a démarré un train de 2 145 tonnes en rampe de 11 pour 1 000. Plus tard, presque toutes les machines ont vu leurs ignitrons remplacés par des redresseurs au silicium, augmentant encore leurs performances déjà excellentes. Chaque machine de la série a effectué en moyenne 5 millions de kilomètres avant la mise à la retraite. Le système d'alimentation a été ensuite utilisé sur les machines monophasées de génération suivantes : BB 16000, BB 16500, BB 17000…
Elles furent construites à 148 exemplaires de 1954 à 1961 pour la SNCF à partir de 1954.
La Société nationale des chemins de fer luxembourgeois en reçut 20, techniquement identiques, les CFL série 3600 (en).

## Livrées

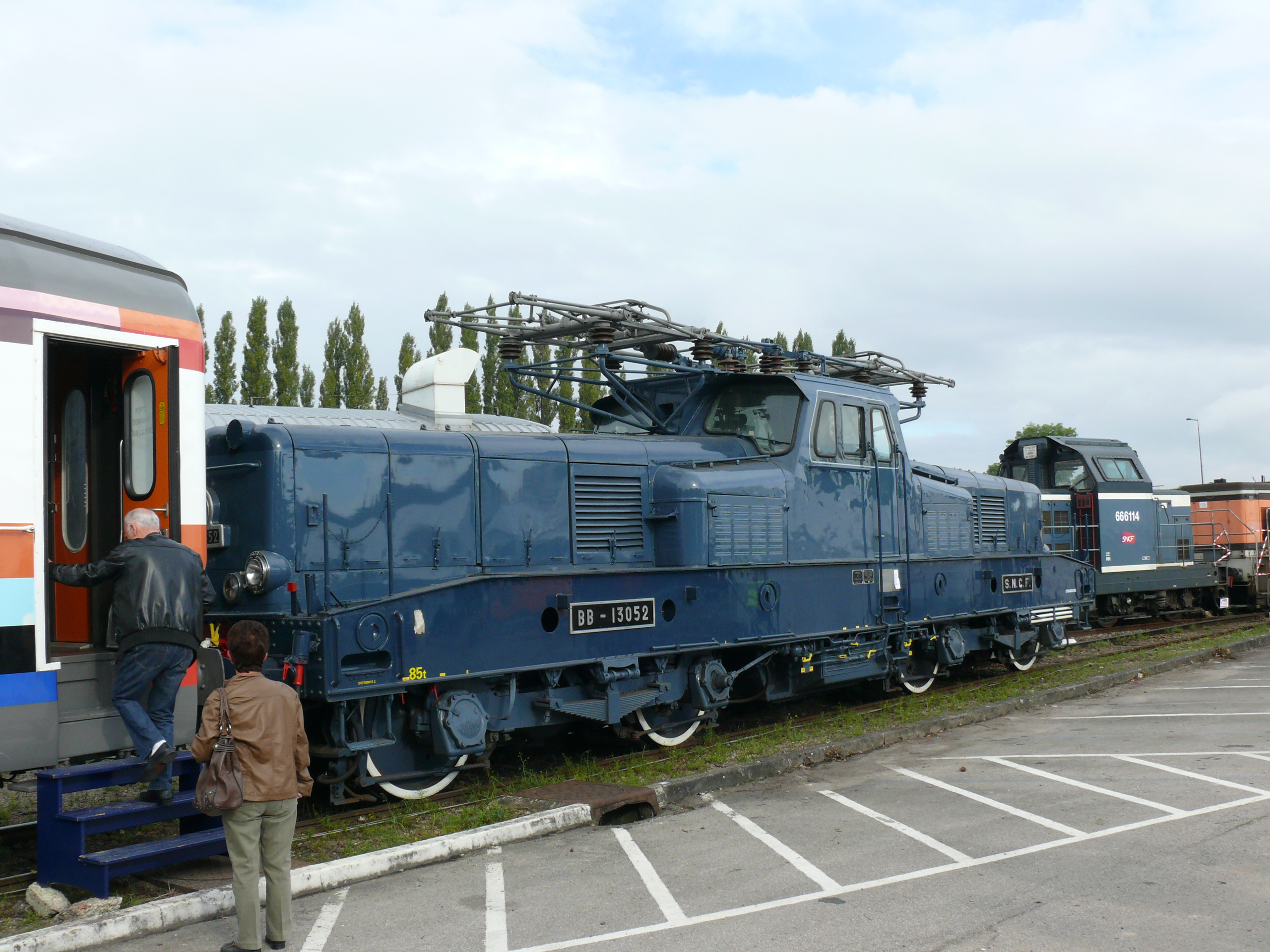
BB 13000 en livrée bleue.

La livrée d'origine des « fers à repasser » SNCF employait deux tons de bleu ; celle des locomotives luxembourgeoises employait probablement les mêmes teintes avec des plaques rouges.
La SNCF modifia[Quand ?] la livrée des « fers à repasser » en appliquant une teinte verte avec des zones de visibilité jaunes sur les nez ainsi que près des cabines.

## Constructeurs - dates de commande et de livraison
| Série            | Nombre | Commande   | Constructeurs       | Date de livraison |
| BB-12001 à 12005 | 5      | 13/08/1952 | SFAC - SW           | 1954-1955         |
| BB-12006 à 12014 | 9      | 23/01/1954 | SFAC - SW           | 1955-1956         |
| BB-12015 à 12034 | 20     | 22/04/1955 | SFAC - SW           | 1956-1957         |
| BB-12035 à 12052 | 18     | 22/04/1955 | Alsthom - SW        | 1957-1958         |
| BB-12053 à 12064 | 12     | 15/12/1955 | Alsthom - SW        | 1958              |
| BB-12065 à 12104 | 40     | 15/12/1955 | SFAC - SW - Jeumont | 1957-1960         |
| BB-12105 à 12113 | 9      | 9/05/1956  | SFAC - SW - Jeumont | 1958              |
| BB-12114 à 12148 | 35     | 3/11/1958  | SFAC - SW - Jeumont | 1960-1961         |

## Service
Elles sont entrées en service en premier sur la transversale nord-est (ligne Valenciennes-Thionville) à l'occasion de son électrification en courant industriel (25 kV, 50 Hz), aussi bien sur des trains de voyageurs (omnibus, express) que des trains de marchandises.
Les diverses électrifications du Nord-Est leur ont valu de voir leur domaine s'élargir progressivement ; mais l'arrivée de machines plus modernes et plus aptes à la vitesse (BB 16500 et surtout BB 16000) a restreint leur activité à la traction des trains de marchandises.
Leur remarquable conception, ainsi que la bonne tenue du fret à la fin des années 1990 leur a permis de voir leur carrière allongée. Les dernières machines de cette série ont en effet été radiées en janvier 2000.

## Remarques particulières
- Les BB 12001 à 12005 ont été livrées avec un réducteur dont le rapport de réduction permettait le 140 km/h. Cette sous-série s'est vue munie d'un réducteur standard lors d'opérations d'entretien ultérieures ce qui a ramené leur vitesse maximale à 120 km/h comme le reste de la série (augmentant ainsi l'effort au crochet).
- La BB 12001 possédait des supports de pantographes plus massifs en tôle au lieu des supports en tubes des autres BB 12000. Elle a été détruite dans la nuit du 2 avril 1976 dans une collision avec la queue d'un train de minerai à la dérive, près de Baroncourt; cet accident ne fit par chance aucune victime[9].
- Au début de leur carrière, les BB 12000 de l'Est et du Nord furent détachées à Annemasse pour renfort en Savoie durant deux décennies (dont 1961).
- Les BB 12131 et BB 12141 du dépôt de Thionville furent loués aux Chemins de fer roumains (CFR) du 30 avril 1963 au 30 juin 1963.

## Lignes assurées
- La quasi-totalité des lignes électrifiées en 25 kV des réseaux Nord et Est à l'exception des lignes de la banlieue Nord ou Est.
- La Roche-sur-Foron - Saint-Gervais (voyageurs et marchandises)
- Aix-les-Bains - Annecy - La Roche-sur-Foron - Annemasse (voyageurs et marchandises)
- Annemasse - Évian-les-Bains à partir de 1972 (marchandises)
- Dole - Belfort
- Dole - Vallorbe
- Frasne - Pontarlier
- Achères - Le Havre
- Amiens - Sotteville
- Achères - Creil
- Bréauté-Beuzeville - Gravenchon-Port-Jérôme
- Grande ceinture Nord-Est de Paris.

(liste non exhaustive)

## Dépôts titulaires
- Aulnoye (BB 12093 séjour exceptionnel de 1972 à 1973, machine accidentée) Aulnoye a été titulaire de 12000 (mutées de Lens) de 1970 à 1979
- Annemasse (détachement de locomotives de l'Est et du Nord, durant 2 décennies dont 1961)
- Dole (BB 12035 à BB 12047 de 1958 à 1963, puis transfert en 1963 à Thionville)
- La Chapelle (deux unités dont la BB 12113 en provenance de Lens, puis transfert en 1963 l'une à Thionville, l'autre à Lens)
- Lens (de 1956 à 1970 et de 1979 à 1999, dernier dépôt à posséder ce type de locomotive)
- Mohon (de 1954 à 1994, 1er dépôt à recevoir ce type de locomotive[4])
- Strasbourg (de 1956 à 1959, puis transfert à Thionville)
- Thionville (de 1956 à 1991)
- Valenciennes (BB 12071 à BB 12078 en 1956)

## Machines conservées (2024)

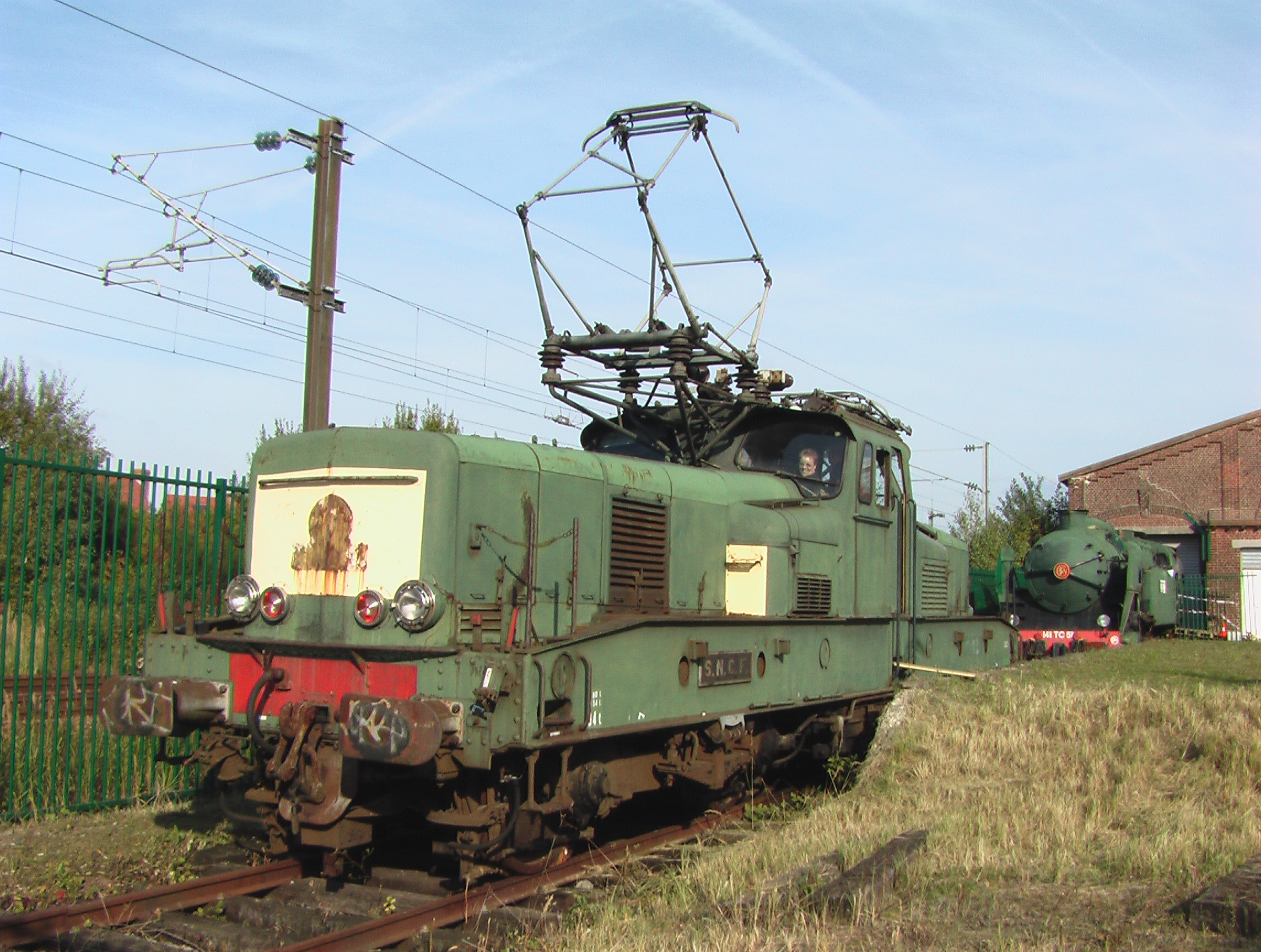
BB 12004 à Ascq.

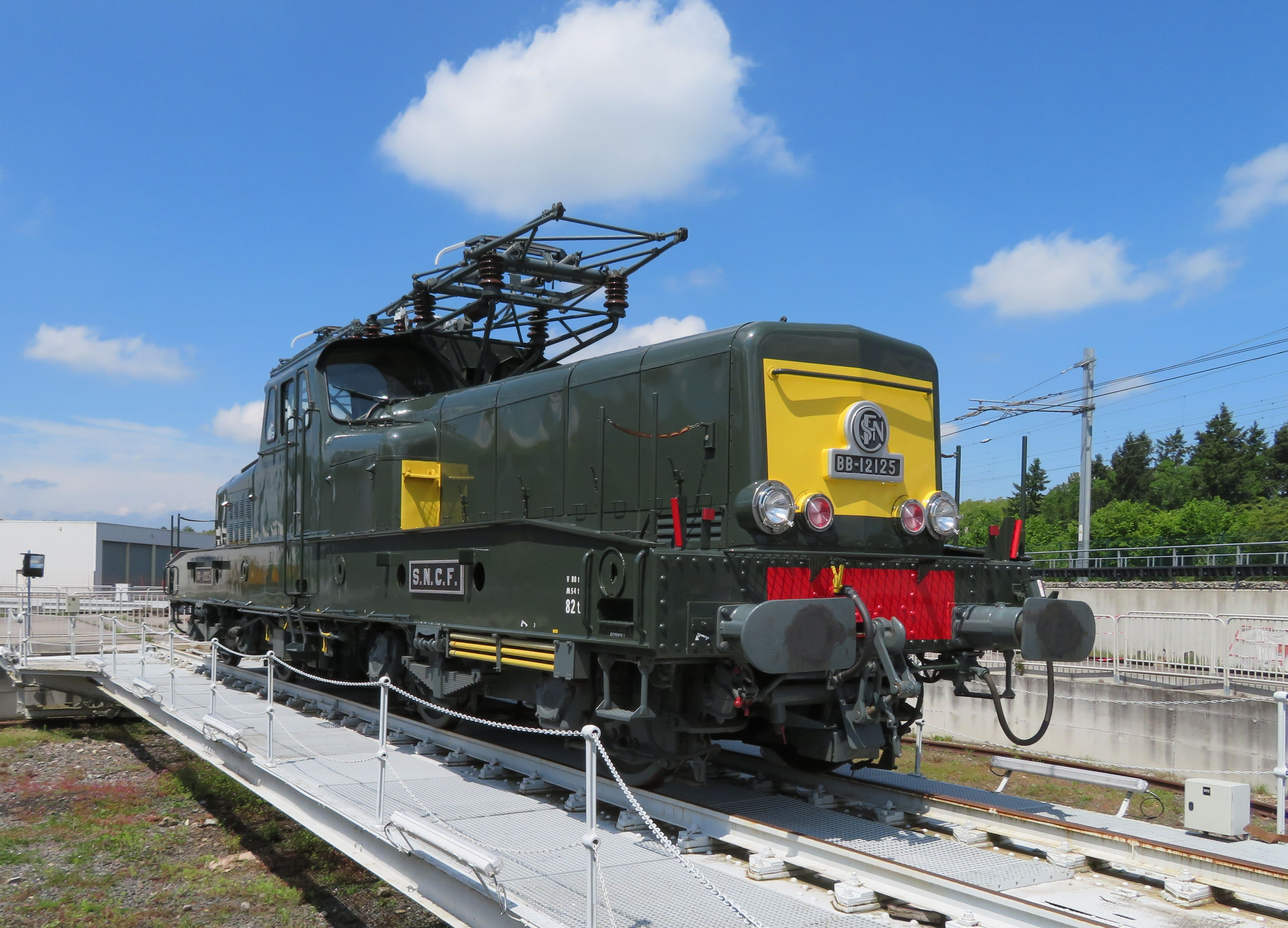
BB 12125 de la Cité du train.

- BB 12004, garée à Ascq, préservée par l'AAATV de Lille
- BB 12032, exposée à Méricourt (Pas-de-Calais)
- BB 12035 [10] Démantelée en 2019 à la demande de son propriétaire, la SNCF, et envoyée à Culoz pour démolition[11]
- BB 12068, à Oignies, préservée par le CMCF (en livrée d'origine)
- BB 12069, garée au Creusot
- BB 12083, au musée de la Mine à Petite-Rosselle (Moselle)
- BB 12087, à Nouvion-sur-Meuse (monument)
- BB 12114, Mairie de Conflans (Meurthe-et-Moselle), exposée zone commerciale du Val de l'Orne, à côté de la CC 14161 ** Rapatriée à la réserve de Mohon **. Confiée à l'AJECTA le 24 janvier 2024[12]
- BB 12120, à Treignes (Chemin de fer des Trois Vallées), en Belgique
- BB 12125, à la cité du train de Mulhouse

## Modélisme

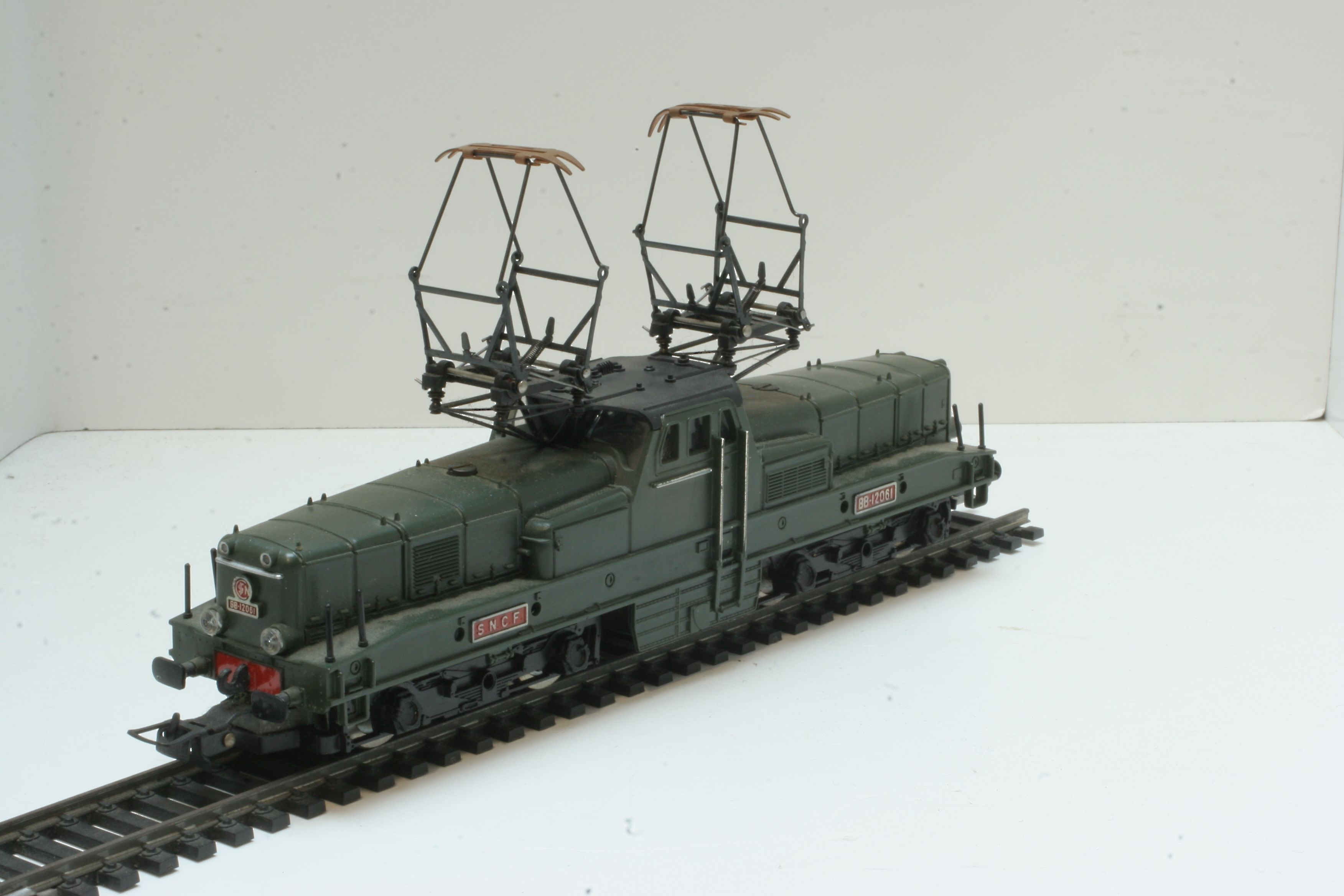
BB 12061 de Hornby-AcHO.

Cette locomotive a été reproduite à l'échelle HO par les firmes SMCF, HOrnby-AcHO, Jouef, Fleischmann, Lemaco, Märklin et Trix. HOrnby-AcHO Meccano avait reproduit la BB 12061 "Valenciennes-Thionville", d'abord en livrée bleue en 1963 (référence 6390), puis en livrée verte (référence 6391).
A l'échelle N, Guarniero a fabriqué en 2012 cette série de machines en simultané avec les BB 13000. Les modèles étaient en laiton et disponibles en de multiples variantes. L'artisan Gillkit proposait des modèles en kit métal à assembler et à peindre.
En O, elles ont été reproduites par Hornby (train jouet) et Lemaco en modèles haut de gamme en laiton.

## Galerie Photos

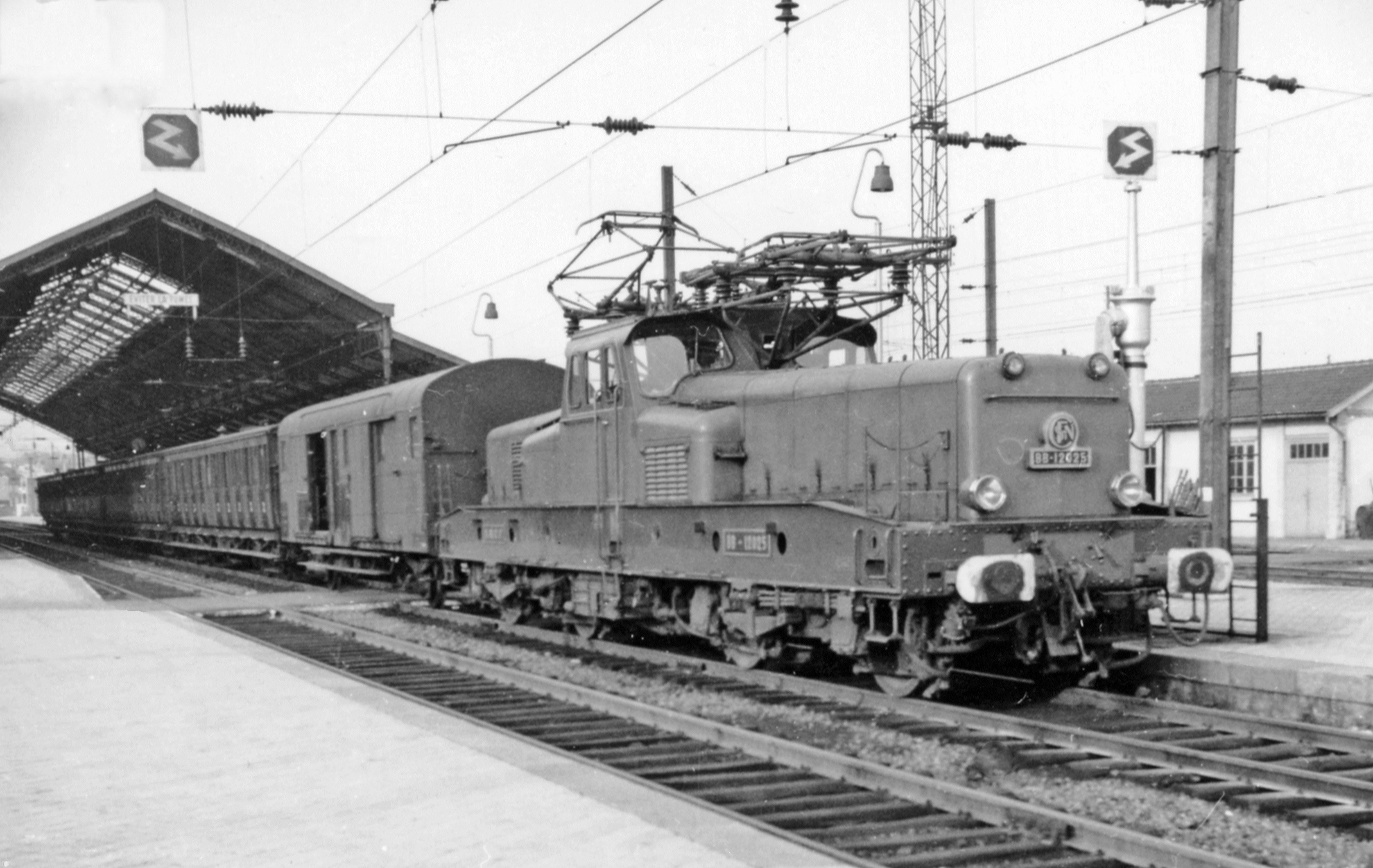
La BB 12035 en gare de Charleville-Mézières en 1958.
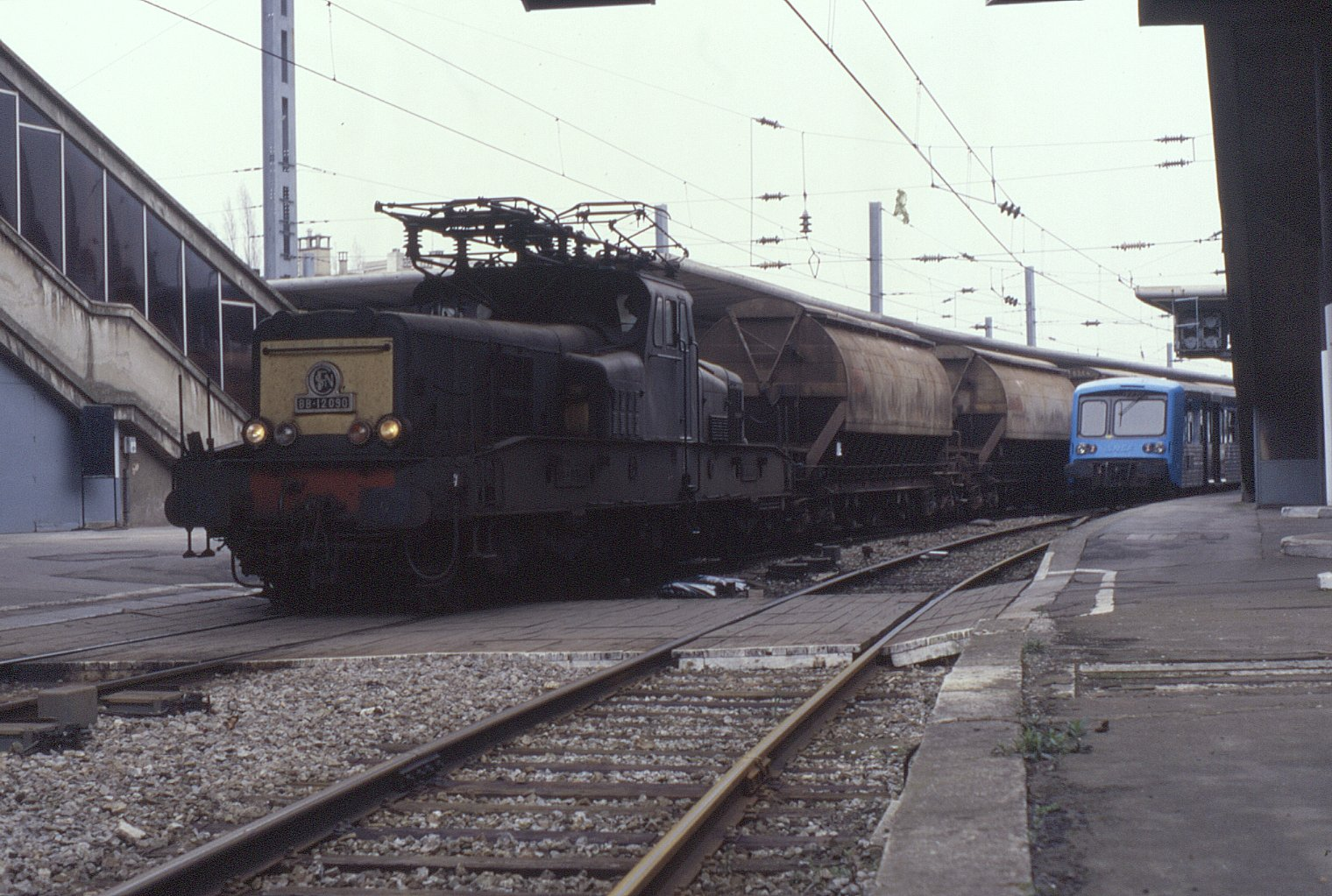
La BB 12090 à Amiens en mars 1989.
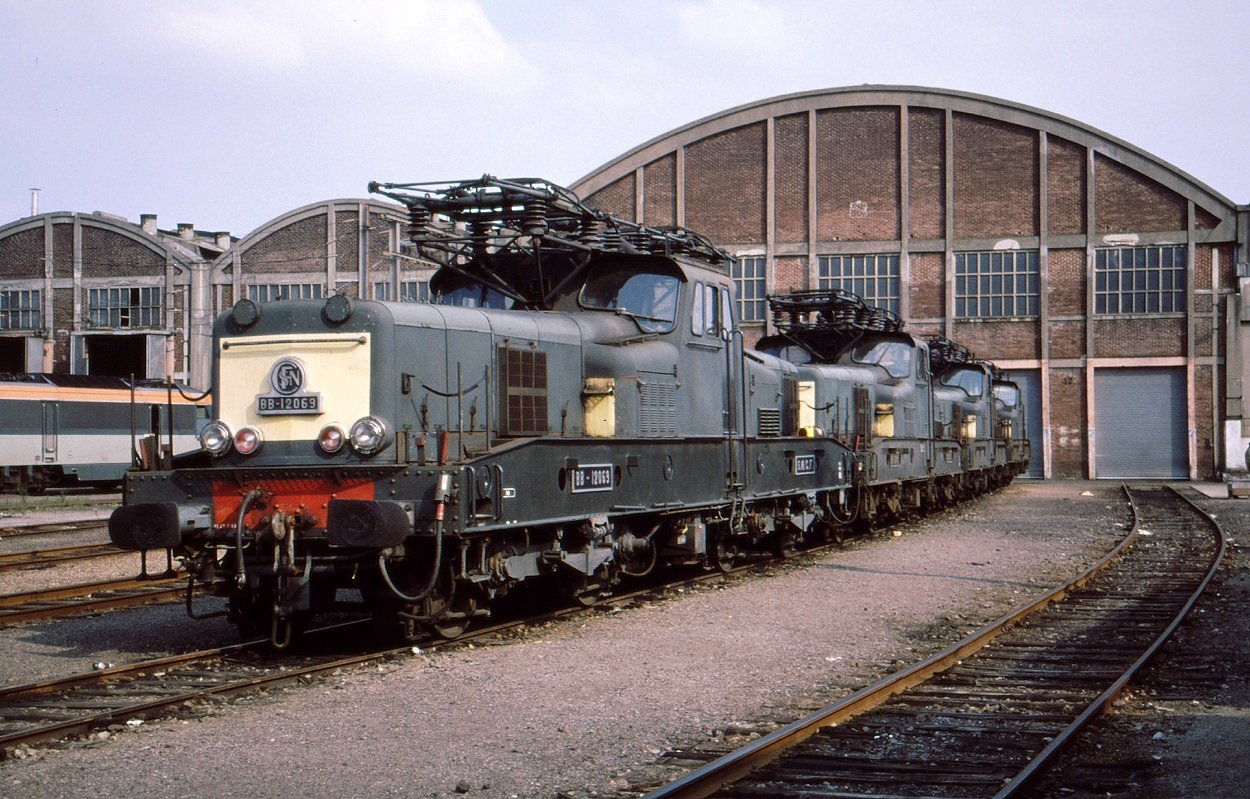
Belle brochette de BB 12000 à Lens en 1999.
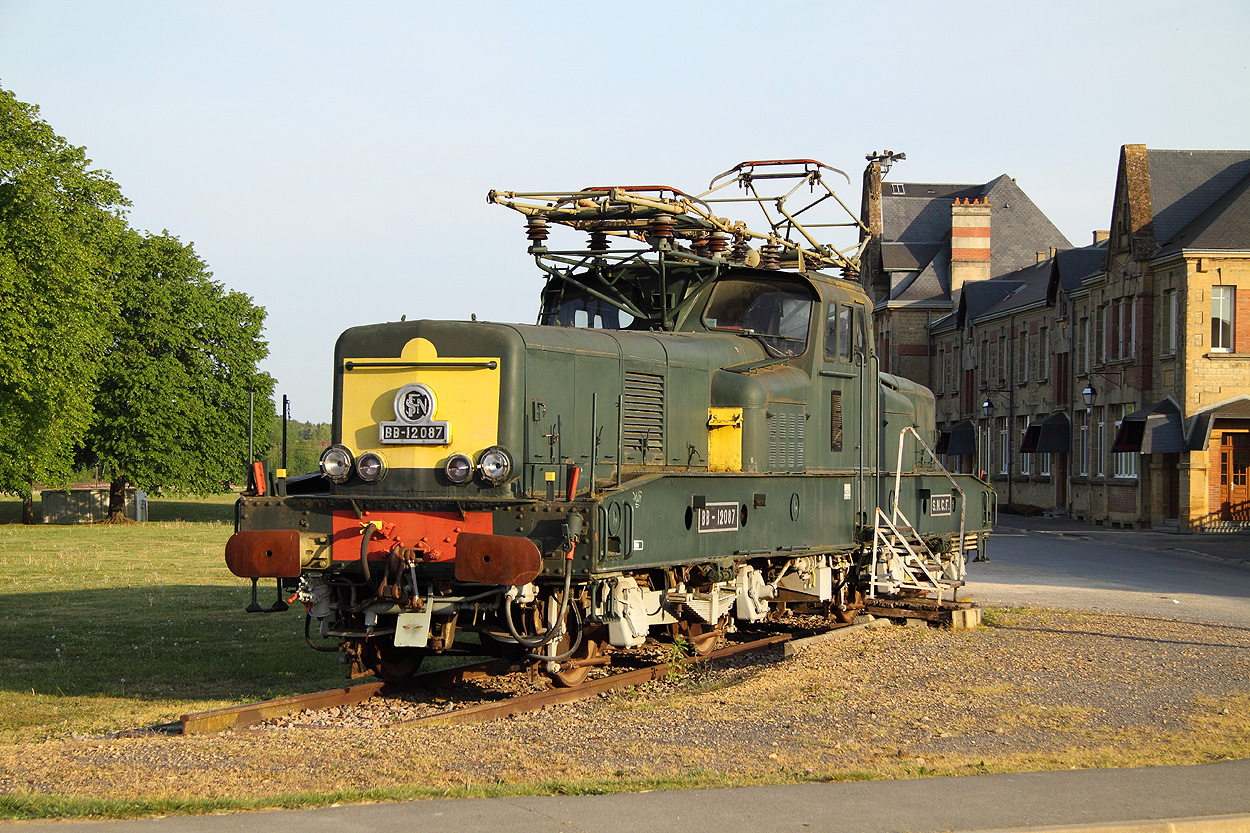
Locomotive BB 12087 à l'entrée de Nouvion-sur-Meuse.
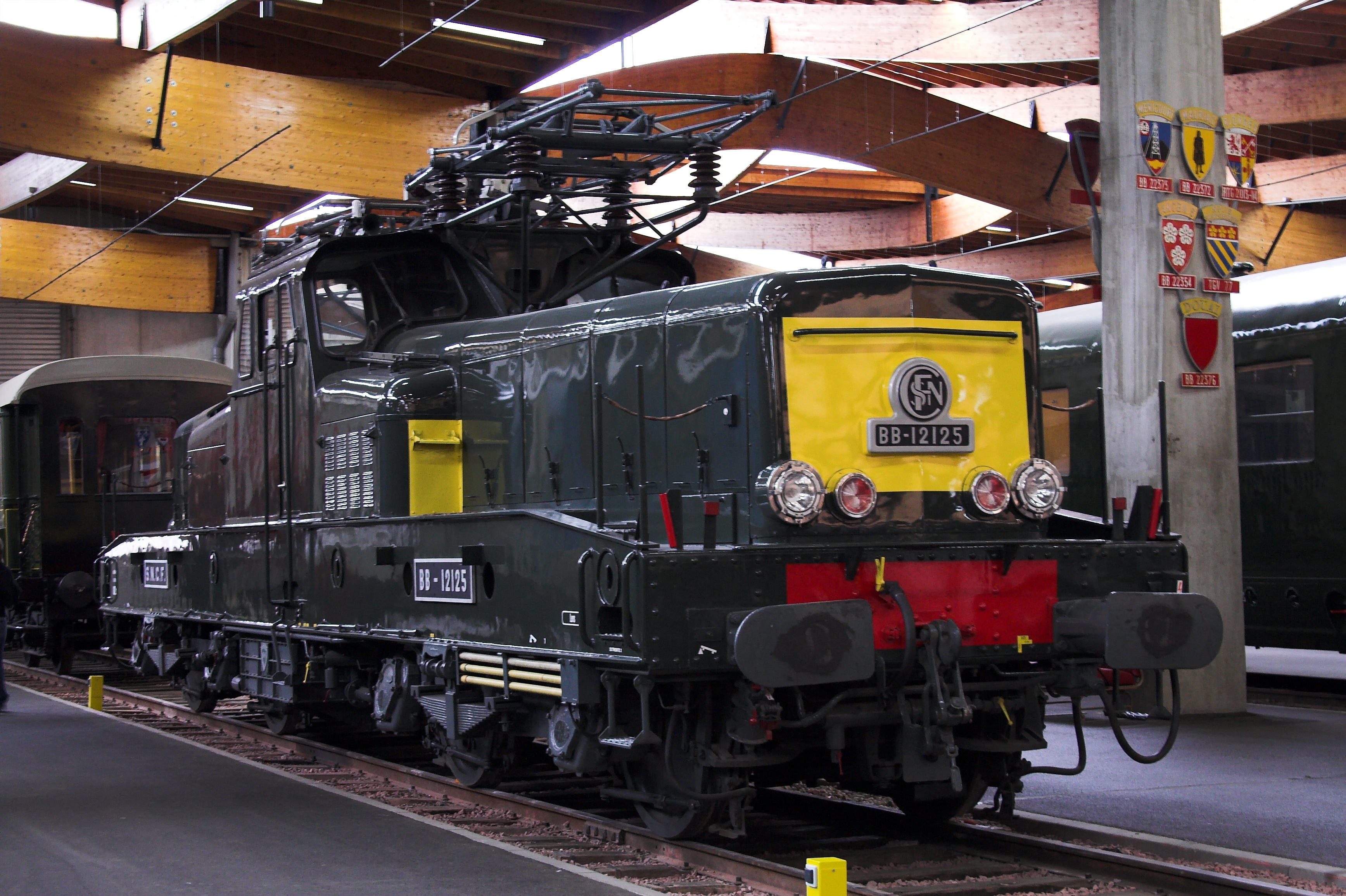
BB 12125 de la Cité du train.